# Psychiatrische Klinik in Prag

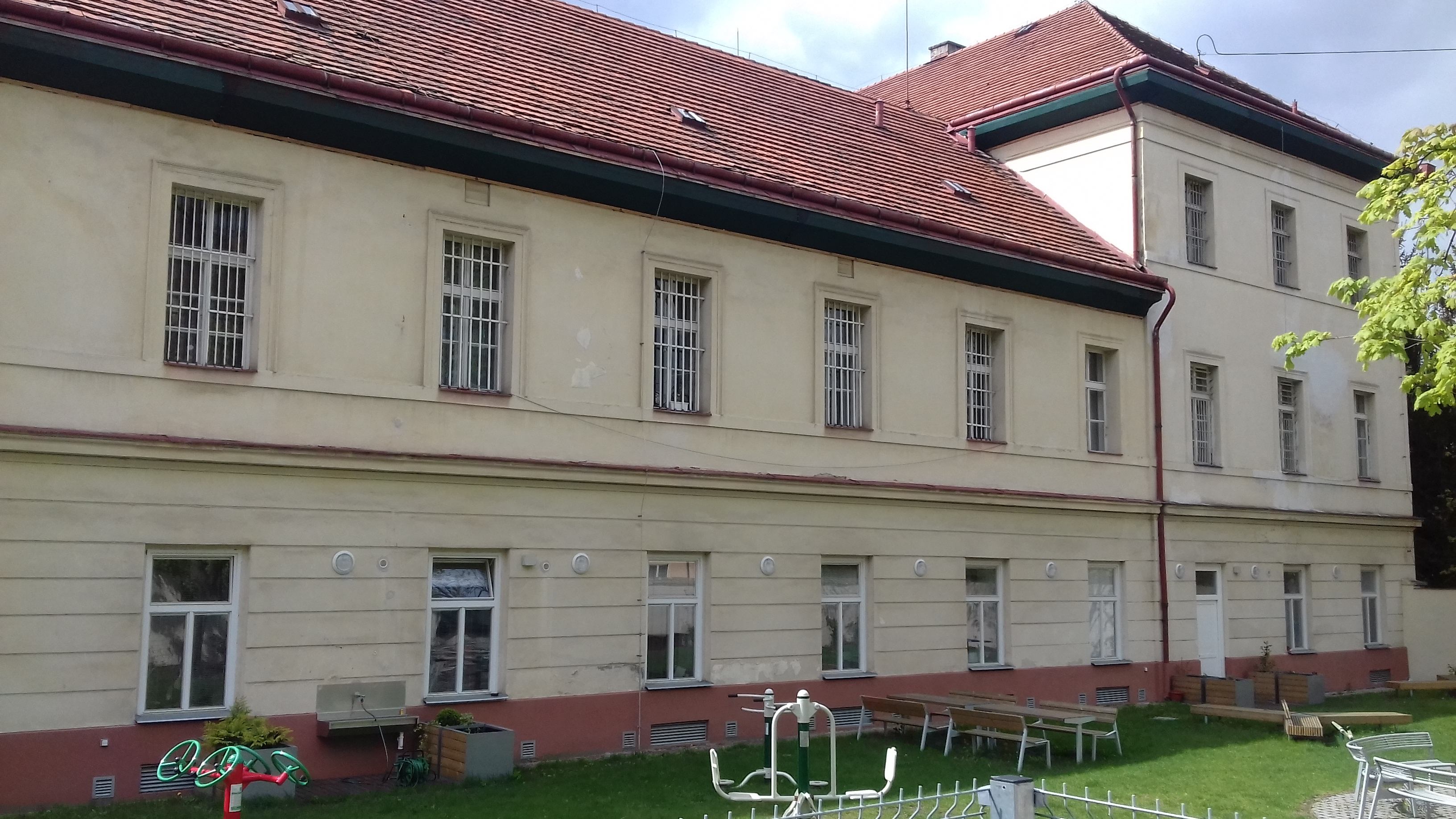
Psychiatrische Klinik in Prag

Die Psychiatrische Klinik in Prag ist die älteste psychiatrische Klinik in Tschechien. Als Teil des Allgemeinen Fakultätskrankenhauses in Prag (Všeobecná fakultní nemocnice v Praze) verfügt die Klinik über fünf stationäre Stationen und bietet auch eine integrierte Tagesbehandlung. Eine Erweiterung im Jahr 2000 ergänzt eine Kindertagesstätte für Jugendliche. Die Hotline der Klinik, die 1964 gegründet wurde, war die erste ihrer Art in Europa. Zu den in der Klinik tätigen Ärzten zählen Benjamin Čumpelík, Jan Dobiáš, Antonín Heveroch, Jan Janský, František Köstel, Karel Kuffner, Jan Mečíř, Zdeněk Mysliveček, Jiří Raboch, Jaroslav Skála, Vladimír Vondráček und Petr Zvolský.